# Wpc.
Wpc.™️（ダブリュピーシー）は、雨傘、日傘、レインコートなどのレイングッズブランドを展開する株式会社ワールドパーティーが、『可能性を創造する』をスローガンに2004年に立ち上げたマスターブランド。非公開企業を除くと、傘ブランド単体では国内トップの売り上げを誇る。

## 概要
1994年設立のワールドパーティーは、2004年に『可能性を創造する』をスローガンに、オリジナルブランド「w.p.c」を立ち上げる。「w.p.c」は、World party  Possibility Creationの頭文字の略である。当初は女性向けの傘のみの展開であった。2013年にはイメージキャラクターに大政絢を起用し、8月には中華人民共和国にて合弁会社を設立し北京、上海でも販売を開始するなど積極展開。2014年、ユニセックスラインとして「Wpc.」の展開が始まった。翌、2015年4月には小松マテーレとの共同開発による高密度超撥水生地を使用した"濡らさない傘"「unnurella(アンヌレラ)」が発売された。
雨傘を中心に、レインウェア、レインバッグ、レインブーツ、レインバッグカバーやウォルト・ディズニー・ジャパンとのコラボ商品などのラインナップがある。
2016年頃から、中国人観光客の折り畳み傘人気で、売上げが1年で6億円増加。ワールドパーティーでは、傘をファッションアイテムの1つとしてとらえ、デザイン性の高い折り畳み傘を製造してきたが、ポーチ風の収納袋がついた折り畳み傘が人気化。商品のターゲットは日本の若い女性で、雨でも通勤が楽しくなるような「生活を楽しむ」商品を目指してきたが、中国では安くてシンプルなものが大半で、日本のように機能性が高くかつデザイン性に富んだ商品は少なく、国内市場が縮小する中で人気化した。
2018年は、新木優子をイメージモデルとして起用。
2019年FWコレクションのイメージモデルとしては玉城ティナを起用。
2020年 - テーマを「どんな天気でも自分らしく」とし、男性向け商品を大幅に拡充させる。4月、ハローキティ＆リトルツインスターズのコラボ傘を発売。5月 には新型コロナウイルス感染拡大に伴い、日傘を持つことでナチュラルなソーシャルディスタンスが取れるという「Social Distancing with a parasol」by Wpc.™の提唱を始める。日傘は半径約50cmあるため、自然な形で人との距離が2ｍ取れるとしている。このアイデアのヒントはSNSの投稿で、「日傘をさしていると人との自然な距離が保てるので安心」と日傘をさしたお婆さんの呟きからの発想であった。当初は大人向けに提唱を始めたが、機能性を持つ傘を子供たちに利用してもらう「子供を守ろう」キャンペーンを開始した。コミュニティーメディア『DROP tokyo』とコラボレーションし『NO matter what the weather , I'm always me』(どんな天気でも自分らしく)をテーマのもと、9名のモデルを起用し2020 SSビジュアルを発信。
2021年 - 2月、新ブランド「Wpc.™ Patterns」、日傘「UVO（ウーボ）」の発売。3月、「スーパーマリオブラザーズ」（1985年任天堂）のデザインをモチーフとしたレイングッズを発売。4月、ドラえもん50周年を祝した「ドラえもん」とのコラボレーションによる日傘、男性向け晴雨兼用傘ブランド「Wpc.IZA」を発売。

## 沿革
- 2004年 - オリジナルブランド「w.p.c」を立ち上げ[1]。
- 2013年
  - イメージキャラクターに大政絢を起用[4][26]。
  - 8月、中華人民共和国にて合弁会社を設立。北京、上海などの専門店に傘の卸売りを開始。半期で5000万円を売上げ、百貨店やSCで催事を開催[5]。
- 2014年
  - ユニセックスラインとして「Wpc.」の展開が始まる[1]。
  - 3月、CHIC（中国国際服装服飾博覧会）に出展[5]。
  - 4月から3ヶ月間、テレビCMを放映[5]。
- 2016年 - 5月26日、NHKニュース おはよう日本「まちかど情報室」でアンヌレラが取り上げられる[27]。
- 2017年 - 4月12日、マルイ店舗の婦人傘売場にて「w.p.c」の限定アンブレラの販売開始[28]。
- 2018年 - 新木優子をイメージモデルとして起用[10][11]。
- 2019年
  - 2019年FWコレクションのイメージモデルとして、玉城ティナを起用[12]。
  - 2019年春夏物として、背面の生地を大きくすることで、背中やバックパックが濡れないように設計した傘「バックプロテクトアンブレラ」、首を左右に動かしても視界が狭くならない自転車用レインポンチョの「チャリーポンポン」などのアイデア商品を発売[29]。
  - 3月19日、染谷将太監督、菅田将暉、中島セナが出演する15周年記念短編映画「Wpc.15th Anniversary Special Short Movie『まだここにいる』」が、Wpc.オフィシャルHP上で公開される[30][31]。
  - 5月11日、アネロ（キャロットカンパニー）とのコラボレーションによる撥水仕様の口金リュックを製作・販売[32]。
- 2020年
  - テーマを「どんな天気でも自分らしく」とし、それまでの女性向け傘のイメージを刷新、2020年春夏物では男性向けの傘や日傘、ロードバイク用レインポンチョ、傘の柄を使ったハンカチ、レインパンプスなどアイテムを大幅に増やし、男性も含めて幅広い客層を対象とする商品を拡充する[14][15]。
  - 4月21日、Wpc.とハローキティ＆リトルツインスターズのコラボ傘を発売[16]。
  - 5月、新型コロナウイルス感染拡大に伴い、日傘を持つことでナチュラルなソーシャルディスタンスが取れるという「Social Distancing with a parasol」by Wpc.™の提唱を開始[18][19][17]。
  - 5月、コミュニティーメディア『DROP tokyo』とコラボレーションし『NO matter what the weather , I'm always me』(どんな天気でも自分らしく)をテーマのもと、9名のモデルを起用し2020 SSビジュアルを発信[20]。
  - 6月、Wpc.とフラワーアート・ユニット「plantica」の共同企画によるフラワーアンブレラロングを発売[33]。
  - 11月、大阪・心斎橋にWpc.™ 全国初の直営店舗がオープン[34][35]。
- 2021年
  - 2月10日、新ブランド「Wpc.™ Patterns」発売[21]。
  - 2月15日、遮光率・UVカット率ともに100％、UPF50+を実現した日傘「UVO（ウーボ）」を発売[22][36]。
  - 3月10日、「スーパーマリオブラザーズ」（1985年任天堂）のデザインをモチーフとしたレイングッズを発売[23][37]。
  - 4月1日、ドラえもん50周年を祝した「ドラえもん」とのコラボレーションによる日傘を発売[24]。
  - 4月1日、「Wpc.」のコラボレーションビジュアルである宮沢氷魚と山之内すず出演のムービー「カワッタモノ、カワラナイモノ」本編をWpc.ブランドサイトにて公開[38]。
  - 4月上旬、男性向け晴雨兼用傘ブランドWpc.IZA発売[25]。
- 2023年
  - 4月、テレビ朝日系テレビドラマ「unknown」とタイアップ。
  - 5月、映画「水は海に向かって流れる」とタイアップ。

その他出典

## イメージキャラクター/モデル
- 大政絢[4]
- 新木優子[10][11]
- 玉城ティナ[12]
- 山之内すず（2021年 - ）
- 宮沢氷魚（2021年 - ）
- 森絵梨佳（2022年 - ）
- 横田美憧（2022年 - ）

### Wpc.IZA
- 窪塚洋介（2021年・2022年）[39]
- オダギリジョー（2023年 - ）[40]

## CM
谷口蘭、伽奈、Meriiなどを起用したCM、歩いて帰ろう「海辺の街」篇、「見上げる空」篇、「街の灯り」篇などが知られる。

## 店舗
- Wpc.™

大阪府大阪市中央区心斎橋筋1丁目8-3（心斎橋PARCO5F）